# Adolfo Saporetti
Adolfo Saporetti (Ravenna, 25 dicembre 1907 – Milano, 3 dicembre 1974) è stato un pittore italiano.

## Biografia
Nato a Ravenna nel 1907, Adolfo Saporetti ha studiato pittura a Parigi e dal 1940 al 1961 è vissuto a New York, nel famoso «triangolo bruciato» (Greenwich Village), fra Blecker Street e la Sesta Avenue, condividendo le stesse idee e partecipando alle stesse lotte in cui gli furono compagni Arshile Gorky, Jackson Pollock, Franz Kline, Alexander Calder, Willem de Kooning, Samuel Beckett, Dylan Thomas e Varèse. È morto nel 1974.
Saporetti aveva dedicato alla pittura tutta la sua vita. Fin da ragazzo aveva rivelato la sua vocazione artistica disegnando caricature nella natìa Ravenna, dove il giovane Adolfo, Dolfo, Dolfè per gli amici, si aggirava nel mondo socialista del padre, al quale non aveva risparmiato la caricatura, fra i personaggi fieri, sanguigni, intabarrati di quella Romagna inquieta e generosa. Ma il padre dovette presto riparare in Francia per salvarsi dalla persecuzione dei fascisti e il figlio lo seguì. Così crebbe a Parigi e la sua vocazione di giovane pittore ebbe modo di formarsi in un ambiente avvertito, capace di rendere raffinata una sensibilità istintiva, di abituare all'invenzione cerebrale un animo inizialmente votato ad impulsi spontanei che nell'intellettualismo trovò infinite eleganze, perdendovi tuttavia quel bagaglio di convinzioni che gli avrebbe consentito una testimonianza sociale, un linguaggio autentico.
A Parigi Adolfo Saporetti frequentò i grandi esuli italiani, Turati, Treves, Nenni, Anna Kuliscioff e le loro delusioni non furono tonificanti per l'animo suo. Ebbe nelle frequentazioni artistiche, proposte da Leonor Fini, sua amica, rapporti con Breton e Tzara che lo portarono all'esperienza surrealista accostandosi alla quale un giovane, che si formava nel mondo degli esuli italiani, finiva col pensare che la realtà bisognava cercarla soltanto nell'immaginazione, al di fuori delle cose, al di sopra degli uomini.
Nel 1939, alla Galerie De Berri, si aprì a Parigi la prima personale di Saporetti e la presentazione al pubblico di questo giovane pittore volle farla Filippo de Pisis, sottolineando la sensibilità dell'artista, il suo spirito distaccato dalle cose, l'ironia acuta e penetrante dei suoi disegni. E quella carica ironica, frutto di esperienze e disinganni non lo abbandonerà più, resterà una caratteristica immancabile delle sue opere, quasi il limite della sua mano magica, capace di un segno magistrale, ma spiritualmente agnostica. Era un'ironia senza amarezza, quella di Adolfo Saporetti, e in questo superamento di ogni polemica e di ogni convinzione stava la sua grande dimensione umana, che rinunciava tuttavia a qualsiasi messaggio, spettatrice distaccata, scrutatrice spietata, ma disamorata della vicenda umana.
Nel 1938, sempre a Parigi, Adolfo Saporetti incontra Anne Jenness, pittrice uscita da una vecchia famiglia americana e venuta in Europa alla ricerca delle fonti dalle quali era partita la civiltà americana. L'incontro fu definitivo. Si sposarono e rimasero uniti tutta la vita, trasferendosi subito – era scoppiata la seconda guerra mondiale – a New York. Qui, in un ambiente diverso e sradicato da qualsiasi problematica europea, Saporetti poteva soltanto allontanarsi ancora di più dai problemi individuali, dagli aspetti umani, dalle tensioni sociali in mezzo alle quali era cresciuto, giovinetto, in Italia e che già aveva sentito lontani e sfrondati a Parigi.
Così divenne ancora più intellettualistico, perdette il rapporto con l'umano, fino a un distacco completo, fino a raggiungere una sua poesia fatta di negazioni per tutto quanto è consueto dell'immagine, nelle vicende, nella modestia della dimensione umana. Dipingendo una figura umana al posto della testa metteva un fiore, una farfalla, un'immagine irreale, dipinta con la sua gelida, ma sovrana maestrìa. Così ce lo rimandò l’America, negli anni sessanta. Lo rimandò a Milano, dove incontrò Franco Passoni, che ne comprese subito le grandi possibilità e l'intimo dramma, lo sospinse a Camaiore in Versilia, dove Vittorio Grotti si adoperò per rimettere nell'animo di Saporetti gli interessi umani, i palpiti, le partecipazioni che gli erano stati tolti, sia pure in parte sublimati in una contemplazione sognante e distaccata. Invano. Ormai Adolfo Saporetti era irrecuperabile alle emozioni umane, le aveva superate in una sua valutazione disincantata, in una conoscenza serena, spietata e senza speranze della pochezza dell'animo e l'ingegno degli uomini, della loro povertà morale, della loro aridità ideologica. Continuò a dipingere, a fare quadri meravigliosi, nobilitati dal suo segno scuro, della sua mano senza incertezze, ma privi di convinzioni, colmi di quell'ironia che si poteva cogliere nel suo sorriso indimenticabile, che si rivelava con un bagliore tagliente e si dissolveva in una tristezza silenziosa, discreta, quasi pudica, tutta e soltanto sua.

## Principali mostre personali
- Galerie De Berri, Parigi, 1939
- Delius Gallery, New York, 1952
- O'Connor Gallery, New York, 1954
- Leavitt Gallery, New York, 1955
- Norlyst Gallery, New York, 1957
- Galleria Santo Stefano, Venezia, 1961
- Galleria Saturno, Milano (disegni),1963
- Galleria Piazza di Spagna, Roma, 1963
- Galleria Levi, Milano, 1963
- Galleria Caprioli, Monza, 1964
- Galleria Sebastiani, Milano, 1965
- Regis, Finale Ligure, 1968
- Ai Frati, Camaiore, 1969
- Galleria La Zattera, Firenze, 1969
- Il Salotto, Como, 1970
- Maitani, Orvieto, 1970
- Santacroce, Firenze, 1971
- Nuovo Aminta, Siena, 1971
- Ai Frati, Camaiore, 1971
- Galleria dello Scudo, Verona, 1971
- Galleria La Fenice, Lido di Camaiore,1971
- Galleria Il Pozzo, Città di Castello,1971
- Galleria Borgonuovo, Milano, 1972
- Galleria La Piramide, Lucca, 1972
- Galleria Simula, Cagliari, 1972
- Galleria Bizacuma, Pontedera, 1972
- Galleria la Nuova Pesa, Roma, 1972
- Ai Frati, Camaiore, 1972
- Circolo Culturale Quattro Cantoni ad honorem, Oderzo, 1972
- Ai Frati (Internazionale), Cagliari,1972
- Galleria Mariani ad honorem, Ravenna,1972
- Azienda autonoma Soggiorno e Cura ad honorem, Merano, 1973
- Galleria Schreiber, Brescia, 1973

| Controllo di autorità | VIAF (EN) 5825878 |